# Asher Patel
Asher Patel (* 11. Mai 2006) ist ein Leichtathlet aus Aruba, der sich auf den Mittelstreckenlauf spezialisiert hat. Aktuell ist er Inhaber des Landesrekordes im 1500-Meter-Lauf.

## Sportliche Laufbahn
Erste Erfahrungen bei internationalen Meisterschaften sammelte Asher Patel im Jahr 2018, als er bei den U18-NACAC-Meisterschaften in San José in 9:13,47 min die Goldmedaille im 3000-Meter-Lauf gewann und sich über 1500 Meter in 4:04,28 min die Bronzemedaille sicherte. Seit 2024 studiert er an der Cornell University in den Vereinigten Staaten und  im April 2025 stellte er in Philadelphia mit 3:54,01 min einen neuen Landesrekord im 1500-Meter-Lauf auf. Kurz darauf gewann er bei den CARIFTA Games in Port of Spain in 3:59,61 min die Silbermedaille über 1500 Meter.

## Persönliche Bestleistungen
- 1500 Meter: 3:54,01 min, 4. April 2025 in Philadelphia (Landesrekord) 
  - 800 Meter (Halle): 1;56,63 min, 15. Februar 2025 in Ithaca
- 3000 Meter: 9:13,47 min, 21. Juli 2023 in San José